# Ze Rak Sport
 (хебр. זה רק ספורט; у преводу То је само спорт) песма је на хебрејском језику која је у извођењу Дафне Декел представљала Израел на Песми Евровизије 1992. у Малмеу. Било је то осамнаесто по реду учешће Израела на том такмичењу. Музику за песму компоновао је Коби Ошрат, док је текст написао Ехуд Манор. Енглеска верзија песме под насловом Viva Sport кориштена је као незванична химна израелских спортиста током Летњих олимпијских играма 1992. у Барселони. 
Током финалне вечери Евросонга која је одржана 9. маја у Арени Малме, израелска песма је изведена трећа по реду, а оркестром је током извођења песме уживо дириговао маестро Коби Ошрат. Са освојених 85 бодова израелска представница је заузела 6. место у конкуренцији 23 композиције.

## Поени у финалу
| 12 поена    | 10 поена                                 | 8 поена                | 7 поена                                    | 6 поена  |
| ----------- | ---------------------------------------- | ---------------------- | ------------------------------------------ | -------- |
| Југославија | Шпанија                                  | Француска · Луксембург | Португалија · Малта · Уједињено Краљевство | —        |
| 5 поена     | 4 поена                                  | 3 поена                | 2 поена                                    | 1 поен   |
| —           | Шведска · Кипар · Швајцарска · Холандија | Немачка                | Турска · Данска · Норвешка                 | Аустрија |